# Landesliga Bayern-Süd
La Landesliga Bayern-Süd è uno dei tre gironi del terzo livello del campionato dilettantistico bavarese di calcio, sotto la Oberliga Bayern e sopra le Bezirksoberliga. Corrisponde al sesto livello del sistema calcistico tedesco; era il quinto livello fino al 2008, quando venne introdotta la 3. Liga.
Il vincitore della Landesliga Süd passa automaticamente in Oberliga, mentre la seconda classificata sfida le seconde della Landesliga Bayern-Mitte e della Landesliga Bayern-Nord e la 15a dell'Oberliga per un ulteriore posto nella categoria superiore. Le retrocesse invece passano in Bezirksoberliga Oberbayern oppure in Bezirksoberliga Schwaben.
Nel 2012 la nuova riforma dei campionati tedeschi prevede la divisione dell'Oberliga in due gironi e della Landesliga bavarese in cinque, nessuno dei quali avrà il nome Bayern-Süd.

## Albo d'oro
In questa tabella sono riportati i primi tre classificati dal 1963 al 2011:
| Stagione  | Primi                   | Secondi               | Terzi                  |
| 1963-64   | TSG Augsburg            | SpVgg Kaufbeuren      | Meringer SV            |
| 1964-65   | SpVgg Kaufbeuren        | TSV 1860 Munich II    | TSV 1860 Rosenheim     |
| 1965-66   | MTV Ingolstadt          | TSV 1860 Rosenheim    | FC Bayern Munich II    |
| 1966-67   | FC Bayern Munich II     | TSV 1860 Munich II    | TSG Pasing             |
| 1967-68   | SpVgg Kaufbeuren        | MTV Ingolstadt        | TSG Pasing             |
| 1968-69   | MTV Ingolstadt          | TSG Pasing            | FC Memmingen           |
| 1969-70   | FC Memmingen            | TSG Augsburg          | ASV Dachau             |
| 1970-71   | SC Fürstenfeldbruck     | BSC Sendling          | Wacker Burghausen      |
| 1971-72   | BSC Sendling            | TSG Pasing            | Wacker Burghausen      |
| 1972-73   | FC Bayern Munich II     | Wacker Burghausen     | VfR Neuburg            |
| 1973-74   | SpVgg Kaufbeuren        | TSV 1860 Munich II    | VfR Neuburg            |
| 1974-75   | VfR Neuburg             | TSG Augsburg          | TSV Ottobrunn          |
| 1975-76   | TSV 1860 Rosenheim      | TSV Ottobrunn         | TSV 1861 Nördlingen    |
| 1976-77   | MTV Ingolstadt          | FC Augsburg II        | SpVgg Starnberg        |
| 1977-78   | SB/DJK Rosenheim        | SC Fürstenfeldbruck   | TSV 1861 Nördlingen    |
| 1978-79   | TSV Ampfing             | SC Fürstenfeldbruck   | BSK Olympia Neugablonz |
| 1979-80   | SC Fürstenfeldbruck     | SB/DJK Rosenheim      | TSV Schwaben Augsburg  |
| 1980-81   | SpVgg Unterhaching      | TSV Schwaben Augsburg | FC Wacker München      |
| 1981-82   | FC Wacker München       | TSV 1860 Munich II    | SpVgg Kaufbeuren       |
| 1982-83   | TSV Eching              | TSV Aindling          | SC Fürstenfeldbruck    |
| 1983-84   | ESV Ingolstadt          | Wacker Burghausen     | TSV Aindling           |
| 1984-85   | SC Fürstenfeldbruck     | TSV Eching            | TSV 1860 Rosenheim     |
| 1985-86   | TSV Großhadern          | FC Wacker München     | TSG Augsburg           |
| 1986-87   | FC Wacker München       | MTV Ingolstadt        | Türk Gücü München      |
| 1987-88   | Türk Gücü München       | TSV Schwaben Augsburg | SpVgg Starnberg        |
| 1988-89   | FC Starnberg            | FC Memmingen          | SV Lohhof              |
| 1989-90   | TSV Eching              | SV Lohhof             | TSV Großhadern         |
| 1990-91   | TSV Schwaben Augsburg   | FC Gundelfingen       | TSV Ampfing            |
| 1991-92   | FC Starnberg            | FC Gundelfingen       | TSV Königsbrunn        |
| 1992-93   | Wacker Burghausen       | FC Gundelfingen       | Türk Gücü München      |
| 1993-94   | SV Türk Gücü München    | FC Enikon Augsburg    | MTV Ingolstadt         |
| 1994-95   | TSV 1860 Rosenheim      | TSV Eching            | TSV Schwaben Augsburg  |
| 1995-96   | TSV 1860 Munich II      | TSV Aindling          | MTV Ingolstadt         |
| 1996-97   | TSV 1860 Rosenheim      | TSV Landsberg         | MTV Ingolstadt         |
| 1997-98   | TSV Schwaben Augsburg   | Türk Gücü München     | MTV Ingolstadt         |
| 1998-99   | FC Kempten              | TSV Bobingen          | FC Ismaning            |
| 1999–2000 | FC Ismaning             | MTV Ingolstadt        | SpVgg Unterhaching II  |
| 2000-01   | SC Falke Markt Schwaben | SpVgg Unterhaching II | Eintracht Freising     |
| 2001-02   | SC Fürstenfeldbruck     | TSV Schwaben Augsburg | FC Gundelfingen        |
| 2002-03   | FC Memmingen            | SV Gendorf            | MTV Ingolstadt         |
| 2003-04   | MTV Ingolstadt          | BCF Wolfratshausen    | Wacker Burghausen II   |
| 2004-05   | Wacker Burghausen II    | FC Kempten            | TSV Rain am Lech       |
| 2005-06   | SV Heimstetten          | TSG Thannhausen       | TSV 1860 Rosenheim     |
| 2006-07   | FC Kempten              | TSG Thannhausen       | TSV Rain am Lech       |
| 2007-08   | TSV Buchbach            | FC Ingolstadt 04 II   | TSV Rain am Lech       |
| 2008-09   | TSV 1860 Rosenheim      | FC Affing             | SV Pullach             |
| 2009-10   | SV Heimstetten          | VfB Eichstätt         | FC Augsburg II         |
| 2010-11   | SB/DJK Rosenheim        | TSV Gersthofen        | TSV Kottern            |
| 2011-12   |                         |                       |                        |

- In grassetto i promossi.
- Spareggi per il primo posto:
  - 1979: TSV Ampfing batte SC Fürstenfeldbruck.
  - 1983: TSV Eching batte TSV Aindling.
  - 1995: TSV 1860 Rosenheim batte TSV Eching 2–1.
  - 2004: MTV Ingolstadt batte BCF Wolfratshausen 5–2.
  - 2010: SV Heimstetten batte VfB Eichstätt 2–1.

### Multivincitori
| Club                  | Vittorie | Anni                   |
| MTV Ingolstadt        | 4        | 1966, 1969, 1977, 2004 |
| SC Fürstenfeldbruck   | 4        | 1971, 1980, 1985, 2002 |
| TSV 1860 Rosenheim    | 4        | 1976, 1995, 1997, 2009 |
| SpVgg Kaufbeuren      | 3        | 1965, 1968, 1974       |
| SB/DJK Rosenheim      | 2        | 1978, 2011             |
| SV Heimstetten        | 2        | 2006, 2010             |
| Wacker Burghausen     | 2        | 1993, 2005             |
| FC Kempten            | 2        | 1999, 2007             |
| FC Memmingen          | 2        | 1970, 2003             |
| TSV Schwaben Augsburg | 2        | 1991, 1998             |
| Türk Gücü München     | 2        | 1988, 1994             |
| FC Starnberg          | 2        | 1989, 1992             |
| TSV Eching            | 2        | 1983, 1990             |
| FC Wacker München     | 2        | 1982, 1987             |
| FC Bayern Munich II   | 2        | 1967, 1973             |